# Habitatge al carrer Sant Josep, 25 (Viladecans)
L'Habitatge al carrer Sant Josep, 25 és una obra del municipi de Viladecans (Baix Llobregat) inclosa en l'Inventari del Patrimoni Arquitectònic de Catalunya.

## Descripció
Es tracta d'una casa amb la façana interessant, tot i que ha estat reformada. És de planta baixa, pis i terrat, tancat per una balustrada de terracuita i un tram de mur, al centre, coronat per elements vegetals d'extrems en voluta. Al primer pis, entremig de dues de les portes, hi ha una placa de rajola vidriada on s'hi representa la figura de sant Josep i consta la data 1933.

## Història
Sembla feta o acabada de construir el 1933, data que consta a la rajola vidriada de la façana.